# Maka Bana
Pour les articles homonymes, voir Makabana, Maka et Bana.
Maka Bana est un jeu de société créé par François Haffner en 2003 et édité par Tilsit. De 2 à 5 joueurs s'y affrontent pour devenir le meilleur promoteur immobilier. Le jeu a été réédité en 2013 par la société Sweet November. Les règles ont alors été légèrement remaniées et il se pratique désormais de 3 à 6 joueurs.

## Principe général
Le but est, en construisant des paillotes, de devenir majoritaire sur le plus de plages possible et de regrouper ses constructions pour marquer plus de points. On peut essayer de deviner où les adversaires veulent construire et tenter de les en empêcher. On peut également voler une paillote à un adversaire et la repeindre à sa propre couleur.

## Règle du jeu

### Matériel
Chaque joueur reçoit un matériel identique : 13 cartes, 10 paillotes, 1 tiki. Le plan de jeu représente l'île de Maka Bana avec 4 plages, 13 secteurs et 39 emplacements. Au départ, l'île est vierge de toute construction.

### Déroulement
À chaque tour de jeu, les joueurs font les actions suivantes :
- Ils sélectionnent dans leur jeu les 3 cartes indiquant où ils souhaitent construire.
- Ils posent les 3 cartes choisies face cachée devant eux.
- Ils retournent simultanément chacun la première carte de leur projet.
- Dans l'ordre de la table, chacun peut poser un tiki pour tenter de contrecarrer les plans adverses.
- Dans l'ordre de la table, chacun construit quand il le peut.
- On vérifie que la partie n'est pas terminée ou sur le point de l'être.
- On change de premier joueur, on reprend son tiki et ses cartes et c'est reparti pour un tour.

Il est également possible de repeindre à sa couleur une paillote adverse, selon une procédure spéciale, en utilisant une des deux cartes de peinture fournie en début de partie à chaque joueur.

### Fin de partie et vainqueur
Deux possibilités de fin :

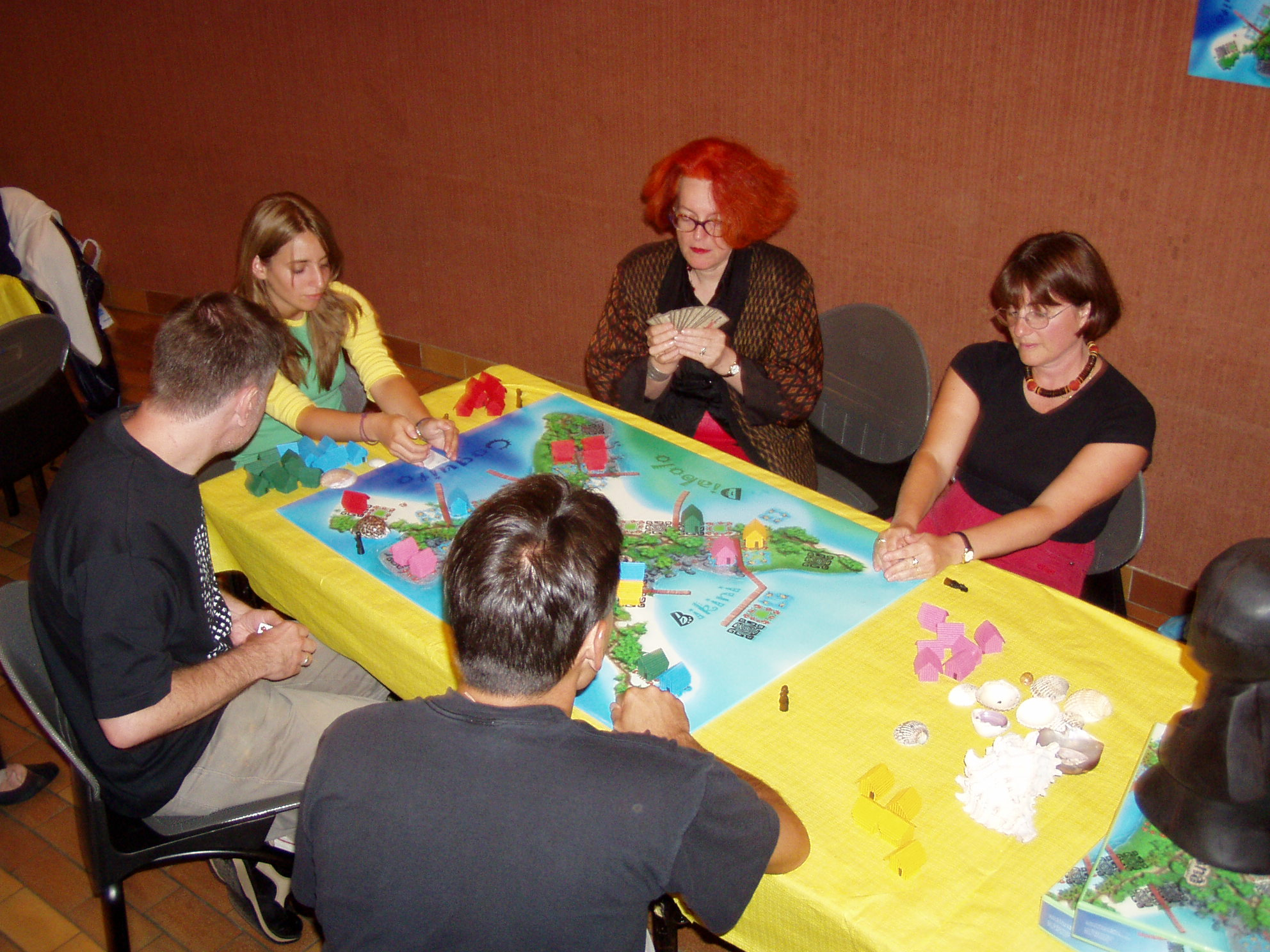
Le prototype présenté au Festival de Besançon

- Lorsqu'un joueur construit sa dernière paillote, la partie s'arrête et on compte les points.
- Sinon, lorsqu'une plage est complète que ce soit avec des paillotes ou des tikis, on joue encore un tour puis on procède au décompte final.

Un joueur majoritaire sur une plage marque 4 points.
Chaque paillote rapporte :
- 1 point si elle est isolée,
- 2 points si elle est la seconde d'un groupe,
- 3 points si elle est la troisième d'un groupe, ou plus.

Le joueur totalisant le plus de points gagne la partie.

### Règles avancées: Maka Bana Mao
Le déroulement reste le même, mais la variante donne la possibilité de truquer les projets en y ajoutant plusieurs cartes (ou en en retirant une). Les projets n'ont donc plus de limite de carte.
Lors d'un projet, on peut "oublier" une ou deux cartes. Quand son tour arrive, on ajoute alors la ou les cartes manquantes à sa main. Dans ce cas, le projet ne peut pas contenir de peinture et il n'est possible de construire qu'une seule paillote.
Il est également possible d'ajouter autant de cartes que souhaité à son projet, y compris une ou plusieurs peintures. Dans ce cas, il est possible de construire jusqu'à deux paillotes maximum.
Lors de la révélation des indices, n'importe quel joueur peut dénoncer un concurrent s'il pense que son projet est truqué. Pour être validée, la dénonciation doit viser un joueur dont le projet est plus truqué que celui du dénonciateur (un dénonciateur pouvant très bien truquer lui-même son projet).

Seule la première dénonciation de la saison est prise en compte. Il n'y a donc qu'une seule et unique dénonciation possible par saison.
Après la dénonciation, plusieurs cas sont possibles :
- le niveau de trucage est identique tant chez le dénonciateur que chez le dénoncé, ou le dénonciateur a un projet plus truqué que le dénoncé : le dénonciateur perd son tour ;
- le dossier du dénoncé est plus truqué que celui du dénonciateur,
  - et il ne contient pas de peinture : le dénoncé perd son tour ;
  - et il contient une ou plusieurs peintures, alors deux sous cas se présentent :
    - le dénoncé ne visait pas une paillote du dénonciateur : le dénoncé peut choisir d'utiliser sa ou ses peintures et de repeindre une ou plusieurs paillotes du dénonciateur. C'est le dénonciateur qui choisit lesquelles ;
    - le dénoncé visait ou pouvait viser le dénonciateur : le dénonciateur a droit à une réparation pour cette agression : le dénonciateur peut utiliser la ou les peintures du dénoncé contre lui.

Seuls les projets de 3 cartes sans peinture sont considérés comme non-truqués. Pour peindre, on est obligé de truquer.

## Anecdote
À l'origine, le thème général du jeu était la construction et l'incendie de paillotes en Corse. Ce thème, en faisant référence à l'affaire des paillotes, était à la fois politiquement incorrect et très franco-centré. C'est pourquoi l'île du jeu a été déplacée dans le Pacifique, et les joueurs sont devenus des promoteurs immobiliers.

## Récompense
- Trophée Flip toutes catégories 2004
- Prix du public du jeu de Saint-Herblain  2004
- Sceau d'excellence Option consommateurs  2005